# Earl Klugh
Earl Klugh (Detroit, 1954. szeptember 16. –), amerikai Grammy-díjas akusztikus gitáros, zeneszerző.

## Pályafutása
Detroitban nőtt fel. Tizenhárom éves korában meglátta a tévében Chet Atkinst egy Perry Como show-ban. Ennek következtében Tizenöt évesen már olyan dzsesszzenészekkel játszott, mint Yusef Lateef, aki meghívta egy jam session-re. Részt vett az 1968-as Suite 16 című album felvételében.
Akkoriban George Shearinggel is játszott.
1973-tól George Benson együttesében volt, 1974-ben pedig a Chick Corea Return to Forever együttesének tagja volt.
Fúziós dzsessz albumai milliós példányt értek el; ezekért összesen hétszer jelölték egy Grammy-díjra. Az 1990-es évek elejétől saját triójával játszott (Ralphe Armstrong basszusgitáros, Gene Dunlap dobos). A 2000-es években bejárta a világot, többek között egy 2005-ös – az amerikai külügyminisztérium szponzorált – turnén dél-ázsiai szökőár áldozatainak és a HIV-áldozatoknak javára George Duke, Stanley Clarke, Ravi Coltrane és Al Jarreau társaságában.
Stílusában a legkülönbözőbb hatások keverednek a detroiti benyomásoktól kezdve – (Funk Brothers) –, Sérgio Mendesig, The Beatles-ig, Burt Bacharachig, a brazil zenéig, saját fülbemászó stílusáig.
Earl Klugh akusztikus gitáron játszik. „Van valami dzsessz a zenémben, de az lényegében mégis csak pop”.

## Lemezek
- 1976: Earl Klugh
- 1976: Living Inside Your Love
- 1977: Finger Painting
- 1978: Magic In Your Eyes
- 1979: Heartstring
- 1979: Hotel California - Super Guitar Duo (with Hiroki Miyanow)
- 1979: One on One (with Bob James)
- 1980: Dream Come True
- 1980: Late Night Guitar
- 1981: Crazy for You
- 1982: Two of a Kind (with Bob James)
- 1982: How to Beat the High Cost of Living (with Hubert Laws)
- 1983: Low Ride
- 1984: Wishful Thinking
- 1985: Night Songs
- 1985: Soda Fountain Shuffle
- 1987: Collaboration (with George Benson)
- 1987: Life Stories
- 1989: Solo Guitar
- 1989: Whispers and Promises
- 1991: Midnight in San Juan
- 1991: The Best of Earl Klugh, Vol. 1
- 1991: The Earl Klugh Trio, Vol. 1
- 1992: Cool (with Bob James)
- 1992: The Best of Earl Klugh, Vol. 2
- 1993: Ballads: Earl Klugh
- 1993: Dream Come True
- 1993: Sounds and Visions, Vol. 2
- 1994: Move
- 1996: Love Songs
- 1996: Sudden Burst of Energy
- 1997: The Journey
- 1998: The Best of Earl Klugh
- 1999: Late Night Guitar
- 1999: Peculiar Situation
- 2001: The Jazz Channel Present Earl Klugh (DVD)
- 2003: The Essential Earl Klugh
- 2005: Naked Guitar
- 2006: Music for Lovers
- 2008: The Spice of Life
- 2013: HandPicked

## Díjak
- 1980, 2013: Grammy-díj; és

13 Grammy-díj jelölés